# Хуан Хи-чан
Хуан Хи-чан (на корейски: 황희찬) е южнокорейски футболист, играещ на поста нападател. Играе за Улвърхемптън и националния отбор по футбол на Южна Корея.

## Успехи

### Ред Бул Залцбург
- Шампион на Австрия (4): 2015/16, 2016/17, 2017/18, 2019/20
- Купа на Австрия (3): 2015/16, 2016/17, 2019/2020

### Южна Корея до 23 г.
- Шампион на Азия (1): 2018